# Estação de Bruxelas-Midi
A Estação de Bruxelas-Midi (em francês Gare de Bruxelles-Midi) ou simplesmente Estação do Midi (em francês Gare du Midi) é uma estação ferroviária da cidade belga de Bruxelas (Saint-Gilles) inaugurada em 1869.

## Serviços aos passageiros

### Conexão
A estação é servida pelas conexões internacionais seguintes:
- De alta velocidade:
  - Eurostar para Lille-Europe e Londres (Gare de Saint-Pancras), mas também Rotterdam e Amsterdam;
  - Thalys para:
    - a França: Paris (Gare du Nord)
    - os Países Baixos: Rotterdam, Schiphol e Amsterdam, passando pela cidade belga de Antuérpia,
    - a Alemanha: Aquisgrão, Colônia, Düsseldorf, Duisburgo, Essen e Dortmund, passando pela cidade belga de Liège;

  - ICE «International» para Aquisgrão, Colônia et Francoforte-sobre-o-Meno, passando por Liège;
  - TGV inOui para a França, via Lille-Europe e Roissy CDG: Rennes, Nantes, Bordéus, Estrasburgo, Lyon (Part-Dieu, voire Perrache em caso de terminal), Marselha, Montpellier (Saint-Roch ou Sud-de-France) e Perpinhão. O serviço é prestado pelas composições de tricourant TGV Réseau da SNCF.

### Intermodalidade
Este local é servido pela estação de metrô Gare du Midi